# Dallam County
Dallam County är ett administrativt område i delstaten Texas, USA, med 6 703 invånare (2010). Den administrativa huvudorten (county seat) är Dalhart.

## Geografi
Enligt United States Census Bureau så har countyt en total area på 3 898 km². 3 895 km² av den arean är land och 3 km² är vatten. 

### Angränsande countyn
- Cimarron County - norr
- Sherman County, Texas - öster
- Hartley County, Texas - söder
- Union County, New Mexico - väster